# Greaser

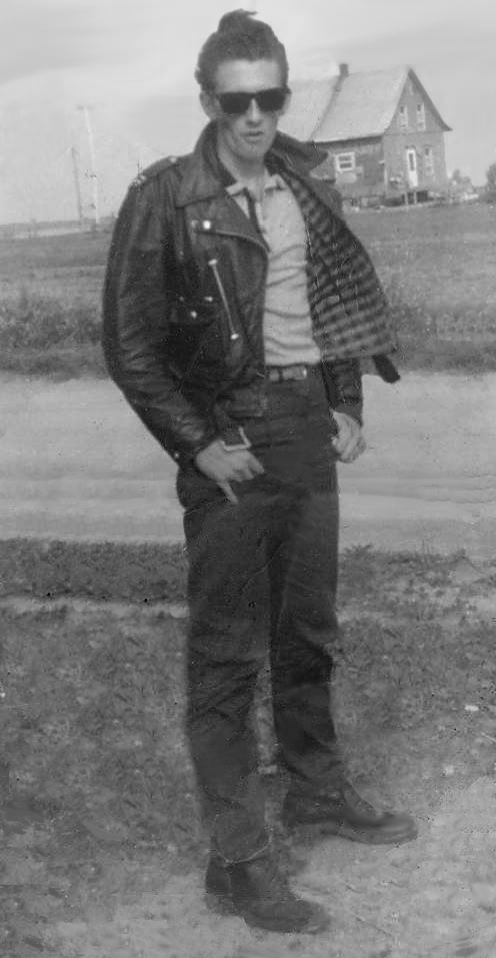
Un típico Greaser de Quebec, Canadá, en 1960.

Los Greasers (engrasadores, grasosos o grasientos) son una subcultura de clase trabajadora urbana (italoestadounidenses, hispanos y estadounidenses) originaria de los años 1950 que se creó entre las bandas de jóvenes del sur y la Costa Este de los Estados Unidos. Los términos «greaser», «bola de grasa», y «grasiento», eran insultos que los conservadores estadounidenses aplicaban a los hispanos e italoestadounidenses, debido a la cantidad de grasa con la que se moldeaban el cabello. Durante esa época, este grupo social no contaba con la aceptación de la clase conservadora, que solía tacharlos de delincuentes y vagos, debido a las frecuentes contiendas que organizaban, además de las fechorías que solían llevar a cabo en los comercios de los adinerados.
También eran conocidos como hoodlums, (rufianes, matones, estafadores) pero ellos preferían el término greaser para imponerse sobre los conservadores y formar así una hermandad. Posteriormente, esta idiosincrasia fue adoptada por muchos jóvenes como forma de «expresión rebelde». Entre los más destacados ejemplos se encuentran Elvis Presley, Eddie Cochran y Gene Vincent.

## Etimología
El término Greaser proviene del uso de grasas o fijadores en el cabello; gel, cera, betún, aceite e incluso aceite mineral (petrolato), usado para moldear el cabello en estilos como el pompadour, tupé, elephant trunk, slick back, jelly roll, y el flop, todos ellos con el típico arreglo en la parte trasera, conocido popularmente como «cola de pato» o «boston». Muchos de los primeros greasers eran humildes empleados de gasolineras y talleres mecánicos.
La típica indumentaria que usan son los jeans azules (arremangados 2 a 3 pulgadas), peto de trabajo de tela de sarga o mezclilla, pantalón de vestir color caqui, camisas (con las mangas dobladas),  botas de trabajo o de motociclista, boinas como la italiana, pañuelos, carteras de cadena, chamarras de mezclilla y de cuero negro, que siempre portan ya que una de sus principales actividades son las carreras de coches o motocicletas. Este tipo de ropa era lo que los greasers encontraban a su alcance, no vestían así por moda.
Aunque la subcultura greaser fue un fenómeno netamente estadounidense, existieron otras similares como los teddy boys y los rockers en Inglaterra, los blousons noirs en Francia, los nadsack en Irlanda, los halbstarken en Alemania, Polonia, República Checa y Suiza, los nozem en Países Bajos y Bélgica, los raggare en Noruega y Suecia, los bodgies en Australia y los ducktails en Sudáfrica y Madagascar. En países latinoamericanos existieron algunos greasers a finales de los años 50 y en la década de los 60.
A diferencia de los teddy boys de Inglaterra que eran mayormente burgueses, los greasers de Estados Unidos procedían de una extracción social más baja y son más conocidos por su interés en los autos hot Rod e incluso las motocicletas, aunque ambas subculturas compartían el hecho de ser amantes de los coches clásicos y aficionados de las motocicletas clásicas, además de grandes admiradores de la música rockabilly.
El término greaser reapareció en los años 1970 y años 1980 hasta la actualidad, en todo el mundo, en un contexto de revival de la cultura popular estadounidense de los años 50 y del estilo rockabilly, con anuncios televisivos como el de 7 Up.

## Vestimenta y look
Entre las prendas más comúnmente utilizadas por los greasers se encuentran:
- Jeans arremangados o no, tiro alto (en ocasiones se puede aceptar positivamente el uso de jeans de estilo entubado).
- Camisetas blancas lisas con manga 1/4.
- Camisetas de tirantes.
- Camisetas a rayas horizontales.
- Camisas a cuadros.
- Camisas de manga corta con distintos colores o algunas estilo hawaiano
- Tirantes.
- Cinturones anchos con grandes hebillas.
- Chaquetas de cuero cortas (mangas más largas que el resto).
- Pantalones de cuero, jeans o en su defecto entubados en estilo pitillo (estos últimos aceptados en tiempos recientes).
- Botas, zapatos y zapatillas de lona así como también los llamados zapatos "Creepers" (En Tiempos recientes se ha comenzado a aceptar las botas Martens, esto en un ejemplo de apertura al poder ponerse a la par con el punk).
- Prendas con tachuelas.
- Gafas estilo aviador.
- Chalecos de cuero o mezclilla.
- Sombreros tipo boina.

### Particularidades
- A diferencia de los actuales, los greasers de la década de 1950 no llevaban tatuajes (principalmente porque no estaban muy difundidos en aquella época, salvo los que algunos ex-marineros o soldados tenían, y mal vistos porque eran propios solo de gente de los bajos fondos y presidiarios).
- Similar caso con los piercings (Solo desde finales de los años 90 comienzan a popularizarse estos en la misma subcultura Rockabilly).
- Peine en el bolsillo siempre a mano para retocar el peinado en cualquier momento.
- Fumaban cigarrillos, las drogas aun no se usaban.
- Camisa dentro del pantalón, indiferentemente de si usaban cinturón o no.
- Patillas en forma de "bota".
- Rebeldes contra los valores que consideraban ridículos, así como inconformes ante lo establecido por las autoridades policiales.
- Pendencieros (no portaban armas de fuego, más bien armas blancas).
- Amantes del género musical Rockabilly y rock and roll primigenio.
- Entusiastas de los Hot Rods y coches americanos del periodo comprendido entre 1945 y 1965 (También pueden encontrarse greasers afectos a los Muscle Cars posteriores a esta fecha)
- Similar caso con las motocicletas de estilo americano, principalmente algunas Harley Davidson, Triumph, Indian entre otras (cabe mencionar que algunos afectos al motociclismo incluso adoptan estilos de tipo greaser más modernizados o adaptados a cánones actuales. Además de sentar las bases del estilo Biker de tipo forajido).

## Ejemplos en la cultura popular
Los Greasers y su estética aparecen en películas, videojuegos y series como: The Wild One (1953), Rebel Without a Cause (1955), Crime in the streets (1956), The delinquents (1957), American Graffiti (1973), The Lords of Flatbush (1974), Grease (1978), Grease 2 (1982), Happy Days (1974-1984),  The Wanderers (1979), The loveless (1982),  Eddie and the Cruisers (1983), The Outsiders (1983), Streets of Fire (1984),Back to the Future (1985), La Bamba (1987), Last Exit to Brooklyn (1989), It (1990), Cry-Baby (1990), Roadracers (1994), Deuces Wild (2002),  Johnny Bravo, el videojuego Bully (2006), Indiana Jones and the Kingdom of the Crystal Skull (2008), Fallout: New Vegas (2010), Monster High (2010).